# Сијем Реап
Сијем Реап

Положај
Држава
 Камбоџа
Провинција
Сијем Реап
Географски положај
13°22′ сгш 103°52′ игд
Надморска висина
23 метра
Становништво
139.458  (2006)
Интернет презентација града

Сијем Реап (кмер. ក្រុងសៀមរាប, сијамски пораз) је главни град истоимене провиције на северозападу Камбоџе. Налази се 314 километара северозападно од Пном Пена. Име града значи „Сијамски пораз“ и односи се на победу Кмера над тајском краљевином Ајутаја у 17. веку. Сијем Реап је познат по храму Ангкор Ват у његовој близини, а сам град је главна туристичка база за посету храму. На 7 километара од града је Међународни аеродром Сијем Реап (ознака REP).